# ビブラス・ナトホ
ビブラス・ナトホ（アディゲ語: Бибэрс Натхъо, ヘブライ語: ביברס נאתכו, ラテン文字転写: Bibras Natkho, セルビア語: Бибрас Натхо, 1988年2月18日 - ）は、イスラエル・クファル・カマ出身のサッカー選手。パルチザン・ベオグラード所属。イスラエル代表。ポジションはミッドフィールダー。

## 経歴

### クラブ

#### ハポエル・テルアビブ
ナトホは、ベン・サハルと共にハポエル・テルアビブFCの下部組織に入団し、様々な世代別を経て2006-07シーズンに昇格を果たした。2006年11月18日のマッカビ・ネタニヤFC戦に途中出場でリーグ初出場を飾り、同シーズンにステートカップを獲得した。
NKシロキ・ブリイェグとのUEFAカップ 2007-08予選2回戦第2戦（ホーム3-0）でプロ初得点を記録。2007-08シーズン中にエリ・グットマン監督就任以降は主力の1人となり、2008年2月9日のマッカビ・ペタク・チクヴァFC戦でリーグ初得点を記録した。
UEFAヨーロッパリーグ 2009-10のグループリーグで活躍を見せ首位突破に貢献したが、ロシア・プレミアリーグの強豪FCルビン・カザンとの決勝トーナメント・ラウンド32第1戦（アウェイ0-3敗北）に破れ第2戦（ホーム0-0）で追いつくことが出来ず、欧州カップ戦を敗退した。

#### ルビン・カザン
2010年3月8日、UEFAヨーロッパリーグ敗退してから程なくして、直接敗退の原因となった相手クラブのルビン・カザンと4年契約を締結。移籍金は65万ユーロ。2012-13シーズンの活躍からロシア・プレミアリーグのトップ選手の1人として見られている。

#### PAOKテッサロニキ
2014年1月29日、自由契約でギリシャ・スーパーリーグのPAOKテッサロニキに加入した。

### 代表
ナトホは、ベラム・カヤルと共に様々な世代別代表でプレーし、U-19では主将を務めた。
2009年8月12日に北アイルランドとの親善試合で同僚のアヴィハイ・ヤディン（en）と共にA代表に初招集を受けるも、出番は訪れなかった。2010年3月3日にルーマニアとの親善試合で元同僚のギル・ヴェルムート（en）に代わり初出場を飾った。2012年9月7日のアゼルバイジャン戦で初得点を記録した。

### 人物
チェルケス人である。

### 私生活
従姉に著名で有望なバスケットボール選手のニーリ・ナトホがいるが、2004年に交通事故で亡くなっている。また、元サッカー選手でサッカー指導者にしてサッカークラブ経営者のアダム・ナトホを叔父に持ち、アダムの息子アミールもサッカー選手。

## タイトル

### クラブ
ハポエル・テルアビブFC
- イスラエル・ステートカップ：2006-07

FCルビン・カザン
- ロシア・カップ：2011-12
- ロシア・スーパーカップ：2012